# Blauwhuis
Blauwhuis est un village de la commune néerlandaise de Súdwest Fryslân, situé dans la province de Frise. Son nom en frison est Blauhûs.

## Géographie
Blauwhuis est situé dans l'ouest de la province de Frise, à 5 km au sud de Bolsward, dont il est séparé par le village de Tjerkwerd.

## Histoire
Blauwhuis fait partie de la commune de Wymbritseradiel jusqu'au 1er janvier 2011, où celle-ci est supprimée et fusionnée avec Bolsward, Nijefurd, Sneek et Wûnseradiel pour former la nouvelle commune de Súdwest-Fryslân.

## Démographie
Le 1er janvier 2017, le village comptait 585 habitants.